# Sebastian Polter
Sebastian Polter (ur. 1 kwietnia 1991 w Wilhelmshaven) – niemiecki piłkarz występujący na pozycji napastnika w niemieckim klubie VfL Bochum. Młodzieżowy reprezentant Niemiec.

## Kariera klubowa
W rozgrywkach Bundesligi zadebiutował 10 grudnia 2011 w barwach VfL Wolfsburg, w meczu przeciwko Werderowi Brema (1:4). Pierwsze ligowe trafienie zaliczył 17 grudnia 2012 w meczu przeciwko VfB Stuttgart (1:0). Przed sezonem 2012/2013 został wypożyczony na rok do 1. FC Nürnberg. 2 lipca 2015 roku podpisał kontrakt z angielskim Queens Park Rangers F.C. Zadebiutował w meczu przeciwko Charlton Athletic F.C. zmieniając w 85 min Charliego Austina.